# Alan Smith (Fußballspieler, 1980)
Alan Smith (* 28. Oktober 1980 in Wakefield) ist ein ehemaliger englischer Fußballspieler. Als vielseitig einsetzbarer Offensivakteur, der auf mehreren Positionen – oft im zentralen Mittelfeld oder auch im Sturm – einsatzfähig war, besaß er besondere Stärken im Zweikampf und in der Balleroberung. Ausgebildet wurde Smith bei Leeds United. Dort verbrachte er seine ersten sechs Profijahre und nach dem Erstligaabstieg wechselte er 2004 zu Manchester United. Mit „United“ gewann der 19-fache englische A-Nationalspieler 2006 den Ligapokal und ein Jahr später die englische Meisterschaft.

## Vereinskarriere

### Leeds United
Nachdem er den Jugendbereich von Leeds United durchlaufen hatte, unterschrieb Smith Ende März 1998 dort seinen ersten Profivertrag. Im ersten Pflichtspiel beim FC Liverpool gelang ihm im November 1998 das erste Tor, nachdem er kurz zuvor für Clyde Wijnhard eingewechselt worden war. Er gehörte fortan zu einer jungen und aufstrebenden Mannschaft, die sich in der Saison 1998/99 unter den besten Vier in der Premier League etablierte. Er bildete dabei zunächst mit Jimmy Floyd Hasselbaink ein Sturmduo und nachdem dieser den Verein verlassen hatte mit neuen Partnern wie Mark Viduka. Dabei zog er mit seinen Mannen in der Saison 2000/01 bis ins Halbfinale der Champions League vor, das gegen den FC Valencia jedoch für ihn bitter mit einer Hinausstellung beim 0:3 im Rückspiel endete und ihm weitgehende Kritik hinsichtlich seines ungezügelten Temperaments einbrachte. In der folgenden Spielzeit 2001/02 zog ihn Trainer David O’Leary ins Mittelfeld zurück, primär um Platz im Sturm für Neuverpflichtungen zu machen. Dennoch blieb er auch in den folgenden zwei Jahren bei den eigenen Anhängern populär, was auch an seiner Vielseitigkeit lag und er statt der von ihm bevorzugten Angreiferrolle auf vielen – zumeist laufintensiveren – Positionen aushalf. Er gewann 2003 und 2004 die vereinsinterne Wahl zum besten Spieler, bevor die massiven finanziellen Probleme und der Erstligaabstieg von Leeds United für ein vorzeitiges Ende sorgten. Dass er für eine Ablösesumme von sieben Millionen Pfund ausgerechnet zum erbitterten Rivalen Manchester United wechselte, machte ihn dann in den Augen der Fans zum „Betrüger“, obwohl kein weiterer Konkurrent mitgeboten hatte und Smith seinem Ex-Verein hinsichtlich ihm zustehender Gelder Zugeständnisse gemacht hatte.

### Manchester United

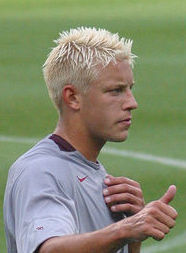
Alan Smith (2004)

Am 8. August 2004 bestritt Smith sein erstes Spiel nach seinem Wechsel zu Manchester United gegen den FC Arsenal und schoss beim 1:3 den zwischenzeitlichen Ausgleich. In seiner ersten Saison für Manchester United erzielte Alan Smith zehn Pflichtspieltore für den neuen Verein, musste allerdings verletzungsbedingt auch bei wichtigen Spielen wie dem Ligapokalhalbfinale gegen den FC Chelsea oder dem FA-Cup-Finale, das gegen Arsenal im Elfmeterschießen verloren ging, pausieren. Da er sich zudem aufgrund der guten Form von Wayne Rooney und des wiedergenesenen Ruud van Nistelrooy immer häufiger auf der Ersatzbank wiederfand, mehrten sich schnell die Gerüchte um einen erneuten Wechsel. Er erhielt dann jedoch die Chance, sich im Mittelfeld als Nachfolger von Roy Keane zu beweisen, der sich früh in der Saison 2005/06 verletzt hatte. Nach einer längeren Phase im Zentrum wurde ihm jedoch mangelnde Effektivität vorgeworfen und die fehlende Stabilität im Mittelfeld hatte beim 1:4 gegen FC Middlesbrough ihren Tiefpunkt. Nur eine Woche später stand das Duell mit dem Spitzenreiter Chelsea an und die (unter anderem von Keane) heftig kritisierten Mannen um Smith rehabilitierten sich mit einem 1:0-Sieg. Ein Wendepunkt schien möglich und Smith lehnte kurz darauf sogar eine Einladung der Nationalmannschaft ab, um an seiner Fitness und der neuen Mittelfeldrolle zu arbeiten. Die positive Entwicklung fand dann am 18. Februar 2006 ein jähes Ende, als er sich im Viertelfinal-Rückspiel des FA Cups beim FC Liverpool schwer verletzte. Nachdem er einen Freistoß von John Arne Riise abwehren wollte, fiel er unglücklich auf seine eigene Ferse – Uniteds Trainer Alex Ferguson merkte später an, dass dies eine der schwersten Verletzungen gewesen sei, die er gesehen habe. Damit war die laufende Spielzeit für Smith beendet und er verpasste dadurch die mögliche Teilnahme an der WM-Endrunde in Deutschland. Beim siegreichen Ligapokalfinale gegen Wigan Athletic (4:0) trugen seine Mitspieler T-Shirts mit der ihm gewidmeten Aufschrift „For you Smudge“ (was seinem Spitznamen entsprach).
Früher als ursprünglich erwartet – zunächst war eine bis zu einjährige Pause in Aussicht gestellt worden – kehrte Smith zur Spielzeit 2006/07 ins Training zurück. Ferguson hatte ihm dabei sogar nach van Nistelrooys Abgang einen möglichen Einsatz auf der angestammten Mittelstürmerposition eröffnet. Nach einem Kurzauftritt am 26. September 2006 gegen Benfica Lissabon musste er aber lange auf einen ersten Einsatz in der Startelf warten und zu dieser Zeit stand auch ein mögliches Leihgeschäft zu seinem Ex-Klub Leeds United zur Debatte. Dieses kam jedoch nicht zustande und am 19. März 2007 war er im Viertelfinale des FA Cups gegen den FC Middlesbrough (1:0) erstmals wieder von Beginn an dabei. Sein erstes Tor seit seiner Verletzung schoss er am 10. April 2007 beim 7:1-Erfolg in der Champions League gegen den AS Rom. In diesem Jahr gewann Manchester United die englische Meisterschaft und obwohl er mit neun Einsätzen formal zu wenig für den offiziellen Erhalt einer Medaille beigetragen hatte, stellte ihm der Premier-League-Verband auf Antrag eine „Sonderausgabe“ zur Verfügung. Eine Woche später wurde er beim FA-Cup-Endspiel gegen Chelsea in der Verlängerung eingewechselt und verlor mit 0:1. Am 2. August 2007 bestätigte Newcastle United die Verpflichtung von Smith für sechs Millionen Pfund.

### Newcastle United
Smith unterschrieb bei den „Magpies“ einen Fünfjahresvertrag. Zwar schoss er auf Anhieb in einem Freundschaftsspiel gegen Sampdoria Genua (1:0) einen Treffer, aber in der Folgezeit tat er sich schwer und blieb in der Saison 2007/08 komplett ohne Torerfolg. Das lag auch an seiner zurückgezogenen Rolle und der mannschaftsinterne Konkurrenz mit Obafemi Martins, Michael Owen und Mark Viduka, die ihm den Weg auf eine Stürmerposition versperrte. Dazu mehrten sich wieder die kritischen Stimmen, die ihm mangelnde Disziplin vorwarfen – er beging die meisten Fouls in der Premier League und im Verlauf seiner Karriere wurde er sieben Mal vom Platz gestellt. So beabsichtigte ihn Newcastle nach einem Jahr schon wieder loszuwerden, aber in Anbetracht des hohen Gehalts, das er bezog, fand sich kein Abnehmer. Nach einer Stressfraktur im Fuß begann für ihn die anschließende Spielzeit erst im Februar 2009 und zu diesem Zeitpunkt war er in der Hackordnung zurückgefallen. Dies wurde besonders deutlich, als er im entscheidenden Spiel vor dem Abstieg gegen Aston Villa nicht zum Einsatz kam und Trainer Alan Shearer stattdessen zunächst auf Viduka und Martins sowie in der zweiten Hälfte auf Owen und Shola Ameobi vertraute.
Nach dem zweiten Erstligaabstieg in seiner Laufbahn kam Smith wieder regelmäßiger zum Zuge. Als Ersatzkapitän hinter Nicky Butt führte er das Team zur Zweitligameisterschaft und der damit verbundenen Rückkehr in die Premier League. Dort zog er sich am 16. Januar 2011 gegen den AFC Sunderland (1:1) eine Knöchelverletzung zu, durch die er den Großteil des Saisonausklangs verpasste. Da ihm im weiteren Verlauf keine weiteren regelmäßigen Einsätze in der ersten Mannschaft zugesichert werden konnten, lieh ihn der Verein Ende Januar 2012 an den Drittligisten Milton Keynes Dons aus.

### Milton Keynes Dons & Notts County
Bei den „Dons“ verbrachte er den Rest der Saison und er erreichte das Play-off-Halbfinale gegen Huddersfield Town. Hier gelang ihm nach einem 0:2 im Hinspiel ein Tor im Rückspiel in der letzten Minute zum 2:1, das jedoch nicht zum Weiterkommen genügte. Im Juli 2012 unterschrieb Smith dann bei den Milton Keynes Dons einen neuen Zweijahresvertrag, nachdem er ablösefrei von Newcastle freigestellt worden war. In den beiden Jahren, die für ihn unglücklich mit einer roten Karte gegen den AFC Bournemouth nach nur 19 Minuten begannen, arbeitete er parallel an einer Trainerausbildung und nach der auslaufende Kontrakt wurde nicht mehr verlängert. Unmittelbar darauf meldete sich mit Notts County im Mai 2014 ein weiterer Drittligist als Interessent. Zwar stieg Smith mit seinem neuen Klub in seinem ersten Jahr in die vierte Liga ab, jedoch nahm er im Verein gleichsam als Führungsspieler und Trainerassistent eine wichtige Rolle ein.

## Englische Nationalmannschaft
Smith wurde in der Akademie des englischen Fußballverbands ausgebildet und war in verschiedenen Jugendauswahlen unterwegs. Er debütierte am 12. Februar 1998 für die englische U-18 beim 1:0 gegen Israel. Später nahm er an der U-18-Europameisterschaft in Zypern an allen drei Gruppenspielen teil, die mit dem knappen Ausscheiden aufgrund der schlechteren Tordifferenz endeten. Am 13. Oktober 1998 absolvierte er per Einwechslung für Darius Vassell in Italien (4:2) sein sechstes und letztes U-18-Länderspiel. Bei seinem ersten Einsatz für die englische U-21 schoss er am 8. Oktober 1999 gegen Dänemark (4:1) nach 19 Minuten sein erstes (und letztlich einziges) Tor. Er absolvierte vier weitere Partien auf diesem Level, bevor er am 25. Mai 2001 gegen Mexiko (4:0) erstmals für die englische A-Nationalmannschaft per Einwechslung zur zweiten Halbzeit für Michael Owen auflief. Für die anstehende WM-Endrunde 2002 in Japan und Südkorea wurde er noch nicht berücksichtigt. Stattdessen bestritt er die U-21-Europameisterschaft in der Schweiz, die ein weiteres Mal trotz eines 2:1-Auftaktsiegs gegen den Gastgeber nach zwei anschließenden Niederlagen gegen Italien (1:2, hier schoss Smith den Treffer für England) und Portugal (1:3) mit dem Aus in der Vorrunde endete.
Fortan setzte er seine Länderspielkarriere in der A-Mannschaft fort und bei seinem vierten Einsatz und Startelfdebüt gegen erneut Portugal (1:1) schoss er im September 2002 kurz vor der ersten Halbzeit sein erstes Tor. Einen Monat später kam er innerhalb von vier Tagen zwei weitere Male zum Zug, wobei er nach einem Kurzeinsatz in der Nachspielzeit gegen die Slowakei (2:1) in der Partie gegen Mazedonien (2:2) wieder von Beginn an dabei war, im Verlauf dieser Partie aber die gelbrote Karte sah. Erst im Frühjahr 2004 kam er gegen Portugal (1:1) und Schweden (0:1) zu zwei weiteren Kurzauftritten, aber er wurde von Englands Trainer Sven-Göran Eriksson nicht in den 24-Mann-Kader für die Euro 2004 in Portugal nominiert (er gehörte lediglich zu fünf „Stand-by-Spielern“). Nach seinem Wechsel zu Manchester United begann Smith am 18. August 2004 für England im Freundschaftsspiel gegen die Ukraine und wurde zur Halbzeit gegen Jermain Defoe ausgetauscht. In der folgenden frühen Qualifikationsphase für die WM 2006 in Deutschland bestritt er drei Partien, darunter war jedoch nur die erste in Wien gegen Österreich (2:2) von Beginn an (in allen Partien wurde er ein- oder ausgewechselt für Defoe). Anschließend bekam er neben Freundschaftsspielen nur in einem Pflichtspiel eine kurze Bewährungschance für wenige Minuten im Oktober 2005 beim 2:1 gegen Polen. Es folgte erneut eine längere Abwesenheitszeit, bevor er am 26. Mai 2007 in der englischen B-Mannschaft gegen Albanien (3:1) spielte. Wenige Tage später stand er noch einmal gegen Brasilien (1:1) auf der großen Bühne. Sein 19. und letztes Länderspiel bestritt er schließlich am 16. November 2007 erneut in Wien gegen Österreich (1:0) per Einwechslung für Peter Crouch.

## Titel/Auszeichnungen
- Englische Meisterschaft (1): 2007[1]
- Englischer Ligapokal (1): 2006 (ohne Finaleinsatz)
- FA Youth Cup (1): 1997
- Englands Fußballer des Monats (1): August 2000